# Halicyclops oryzanus
Halicyclops oryzanus är en kräftdjursart som beskrevs av Danielle Defaye och Dussart 1988. Halicyclops oryzanus ingår i släktet Halicyclops och familjen Cyclopidae. Inga underarter finns listade i Catalogue of Life.